# 1985 في الأوروغواي
فيما يلي قوائم الأحداث التي وقعت خلال عام 1985 في الأوروغواي.

## سياسة

### تعيين في المنصب
- 12 فبراير – رفاييل أدييجو برونو رئيس الأوروغواي.
- 1 مارس – خوليو ماريا سانغوينيتي رئيس الأوروغواي.

### انتهاء فترة المنصب
- 12 فبراير – غريغوريو كونرادو ألفاريز رئيس الأوروغواي.
- 1 مارس – رفاييل أدييجو برونو رئيس الأوروغواي.

## مواليد

### أبريل
- 6 أبريل – غوستافو باريرا لاعب كرة سلة أوروغواياني.

### مايو
- 23 مايو – سيباستيان فيرنانديز لاعب كرة قدم أوروغواياني.

### يوليو
- 17 يوليو – ميغيل بريتوس لاعب كرة قدم أوروغواياني.

### سبتمبر
- 30 سبتمبر – كريستيان رودريغيز لاعب كرة قدم أوروغواياني.

### أكتوبر
- 11 أكتوبر – ألفارو فيرنانديز لاعب كرة قدم أوروغواياني.

### نوفمبر
- 28 نوفمبر – ألفارو بيريرا لاعب كرة قدم أوروغواياني.

## وفيات

### مايو
- 19 مايو – فيكتور رودريغيز أندراديه (مواليد 1927) لاعب كرة قدم أوروغواياني.

### أكتوبر
- 6 أكتوبر – انريكي فيرنانديز (مواليد 1912) لاعب كرة قدم أوروغواياني.